# Atwima Nwabiagya
Atwima Nwabiagya är ett distrikt i Ghana.   Det ligger i regionen Ashantiregionen, i den södra delen av landet, 220 km nordväst om huvudstaden Accra. Antalet invånare är 234 759. Arean är 2 411 kvadratkilometer.
Terrängen i Atwima Nwabiagya är platt österut, men västerut är den kuperad.